# Liste der Monuments historiques in Maroilles
Die Liste der Monuments historiques in Maroilles führt die Monuments historiques in der französischen Gemeinde Maroilles auf.

## Liste der Bauwerke
| Bezeichnung        | Beschreibung                  | Standort                | Kennzeichnung | Schutzstatus | Datum | Bild           |
| ------------------ | ----------------------------- | ----------------------- | ------------- | ------------ | ----- | -------------- |
| Ehemalige Abtei    | Erbaut ab dem 16. Jahrhundert | (Lage)                  | PA00107739    | Inscrit      | 1977  | weitere Bilder |
| Schleuse Hachette  |                               | Chemin du Halage (Lage) | PA00107740    | Inscrit      | 1987  |                |
| Religiöses Bauwerk |                               | L’Abbaye (Lage)         | PA00107741    | Inscrit      | 1977  |                |
| Kirche St-Humbert  |                               | (Lage)                  | PA00107742    | Inscrit      | 1969  | weitere Bilder |
| Taubenhaus         |                               | Place Verte (Lage)      | PA00107906    | Inscrit      | 1989  |                |

## Liste der Objekte
- Monuments historiques (Objekte) in Maroilles (Nord) in der Base Palissy des französischen Kultusministeriums